# Henryk Więzik
Henryk Więzik (ur. 21 grudnia 1945 w Chrząchówku) – polski lekkoatleta specjalizujący się w biegach długodystansowych.

## Życiorys
W 1973 rozpoczął służbę w Komendzie Wojewódzkiej Milicji Obywatelskiej w Olsztynie na stanowisku inspektora. W tym samym roku został oddelegowany do klubu sportowego Gwardia Olsztyn jako zawodnik sekcji lekkiej atletyki, specjalista w biegu maratońskim. W 1974 został powołany do kadry narodowej.
Po zakończeniu kariery sportowej podjął właściwą pracę operacyjną, którą zakończył w 1990 roku w Wojewódzkim Urzędzie Spraw Wewnętrznych w Olsztynie, dosłużywszy się stopnia kapitana.
W 1974 ukończył roczne studium podyplomowe w Akademii Spraw Wewnętrznych.

## Osiągnięcia sportowe
5 maja 1974 ustanowił Karl-Marx-Stadt (dzisiejsze Chemnitz) rekord Polski w maratonie (2:18:10.6). Wynik ten wymazał z tabel ustanowiony 3 lata wcześniej rekord Jana Wawrzuty, sam zaś nie przetrwał długo, bo nieco ponad miesiąc później został pobity przez Edwarda Łęgowskiego.
Henryk Więzik trzykrotnie zwyciężał w maratonie praskim: w 1977, 1979 i 1980.
19 sierpnia 1976 wystąpił w meczu międzypaństwowym Polska-NRD-ZSRR, zajmując 4. miejsce w biegu na 10 000 metrów, z wynikiem 28:57,22 (wynik ten jest jego rekordem życiowym na tym dystansie).
Wspomniane wyniki z maratonów w Karl-Marx-Stadt w 1974 i w Pradze w 1977 dają mu miejsca pośród 10 najlepszych wyników Polaków w maratonie w danym roku, według statystyk prowadzonych przez Tadeusza Dziekońskiego.
Z powodzeniem startował w kategorii weteranów. W 1988 został mistrzem Europy weteranów w maratonie (zawody rozgrywano w ramach Maratonu Ślężan). W tym samym roku był drugi w klasyfikacji generalnej II Międzynarodowego Maratonu Grunwaldzkiego.
Rekordy życiowe:
- 3000 metrów: 8:04,2 (8.08.1976)
- 5000 metrów: 13:57,8 (11.08.1976)
- 10 000 metrów: 28:57,22 (19.08.1976)
- maraton: 2:18:10,6 (5.05.1974)